# Міхал Протасюк
Міхал Протасюк (пол. Michał Protasiuk, 1978, Бидгощ) — польський письменник-фантаст.

## Біографія
Міхал Протасюк народився в Бидгощі. Він навчався у Познані на економіста, та є професійним знавцем ринку, споживацьких та маркетингових стратегій. Зі студентських років Протасюк тісно пов'язаний із познанським клубом шанувальників фантастики «Druga Era», розпочавши публікувати свої статті та прозові твори у фензинах «Inne Planety» и «deZinformator». Офіційний дебют Протасюка як письменника-фантаста відбувся у 2003 році, коли він опублікував своє перше оповідання «Проект Голгофа» (пол. Projekt Golgota) в журналі «Science Fiction». У 2006 році вийшов друком перший роман автора — «Пункт Омега» (пол. Punkt Omega), в якому поєднано елементи як стимпанку, так і чисто наукової фантастики. Наступний роман Протасюка «Структура» (пол. Struktura) вийшов друком у 2009 році, та в 2010 році був відзначений головною нагородою Літературної премії імені Єжи Жулавського. Третій роман письменника «Свято революції» (пол. Święto rewolucji) отримав у 2012 році срібну відзнаку премії імені Жулавського. Четвертий роман письменника «Ad infinitum», який вийшов друком у 2014 році, окрім елементів наукової фантастики, містить також елементи трилера.
З 2011 року Міхал Протасюк живе у Варшаві, й окрім своєї основної роботи аналітика ринку та маркетингу та написання літературних творів, він також пише критичні та публіцистичні статті для журналу «Czas Fantastyki», який є додатком до журналу «Nowa Fantastyka».

### Романи
- Пункт Омега (пол. Punkt Omega, 2006)
- Структура (пол. Struktura, 2009)
- Свято революції (пол. Święto rewolucji, 2011)
- Ad infinitum (2014)

### Повість
- Третій Адам (пол. Trzeci Adam, 2011)

### Оповідання
- Проект Голгофа (пол. Projekt Golgota, 2003)
- Дилема курчат (пол. Dylemat kurczaków, 2003)
- Зимова оповідь (пол. Zimowa opowieść, 2005)
- Horror cyberneticus (2006)
- Комедія (пол. Komedia, 2007)
- Політична фікція (пол. Fikcja polityczna, 2015)
- Анатомія розтріскування (пол. Anatomia Pęknięcia, 2016)